# Biblioteca Nacional de Chile

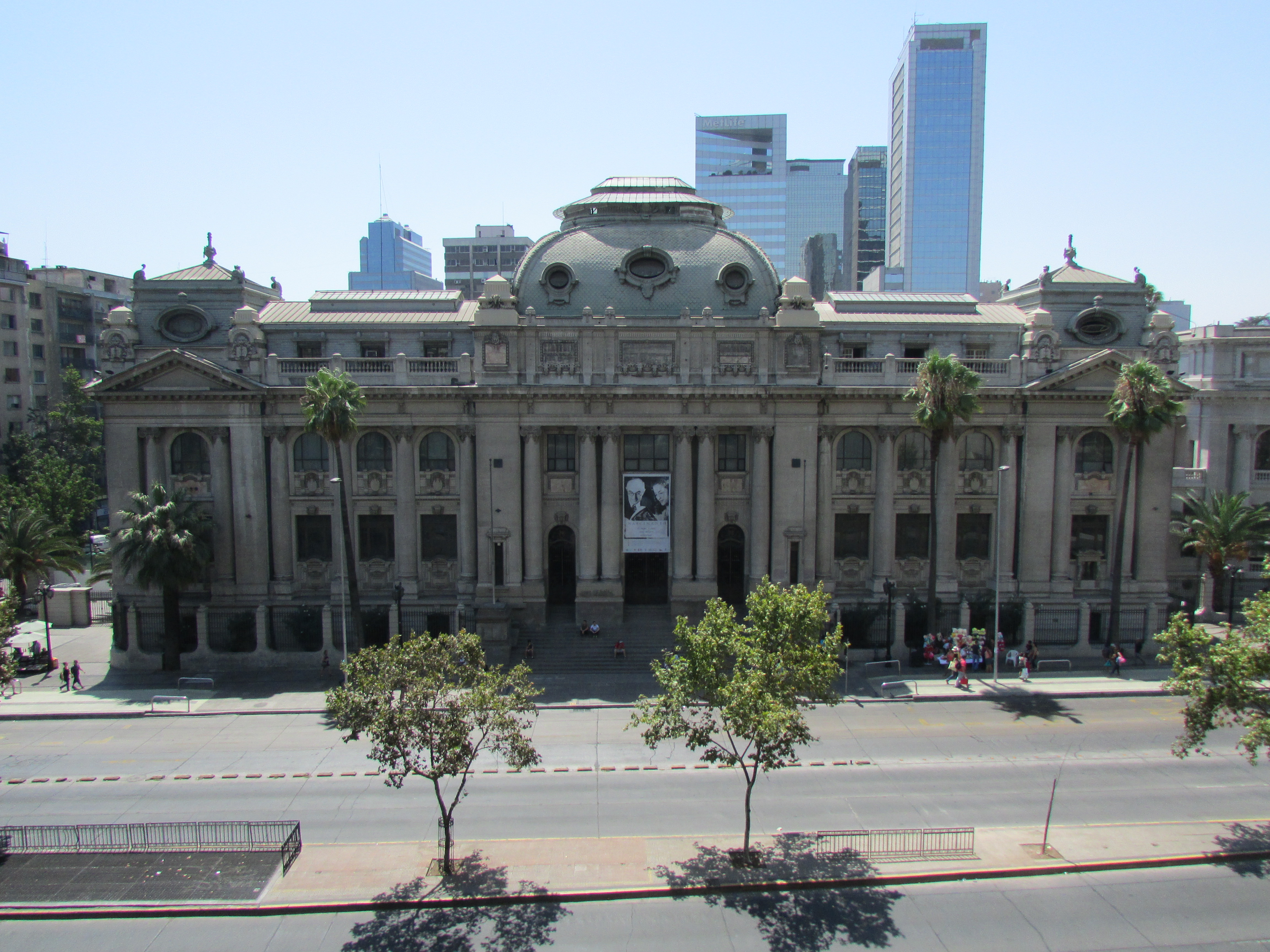
Biblioteca Nacional de Chile

Biblioteca Nacional de Chile este biblioteca națională în Chile. Este situată în orașul Santiago de Chile. În prezent, în bibliotecă se păstrează 1.300.000 de documente.